# Bayley (Automarke)
Bayley war eine britische Automobilmarke, die 1903–1904 von den English Motor Car Co. Ltd. in London gebaut wurde.
Der Bayley war ein 20-hp-Modell. Er entstand in der gleichen Fabrik wie die Fabrikate Ailsa-Craig und Craig-Dorwald.

## Quelle
- David Culshaw & Peter Horrobin: The Complete Catalogue of British Cars 1895-1975. Veloce Publishing plc. Dorchester (1997). ISBN 1-874105-93-6